# Dreiflussstein

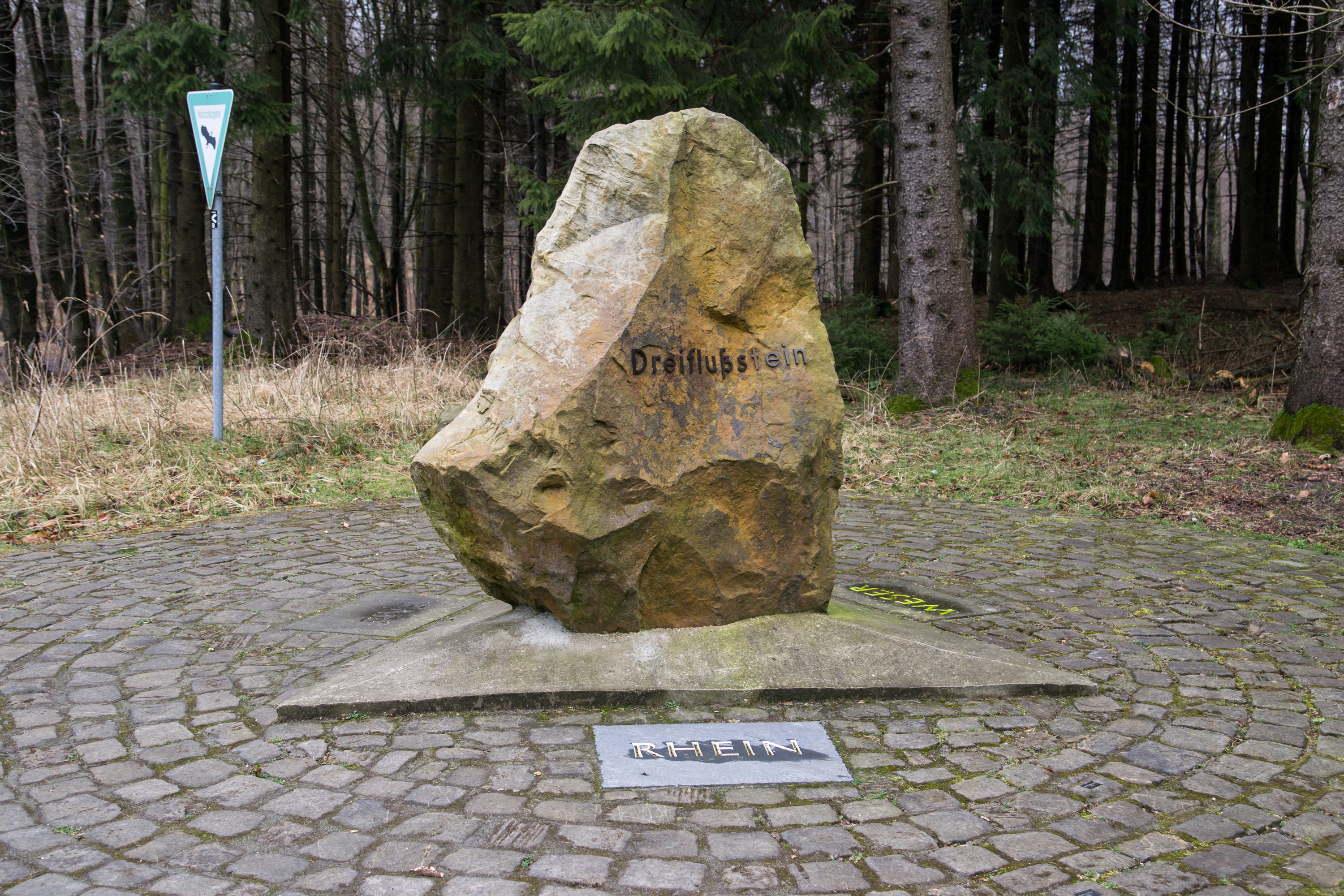
Dreiflussstein

Der Dreiflussstein markiert einen hydrographischen Wasserscheidepunkt. An diesem Punkt auf dem Kamm des Teutoburger Walds treffen die Wassereinzugsgebiete der drei Flüsse Rhein, Weser und Ems zusammen. Es begegnen sich hier die Rhein-Weser-Wasserscheide, die Weser-Ems-Wasserscheide und die Rhein-Ems-Wasserscheide. Der Punkt befindet sich in Detmold im Kreis Lippe unweit des Grundnetzsenders Bielstein und des Hermannsdenkmals. Der aus Osning-Sandstein bestehende Dreiflussstein wurde im Jahr 2009 eingeweiht. In der Nähe des Steins verläuft das Naturdenkmal Kastanienallee.

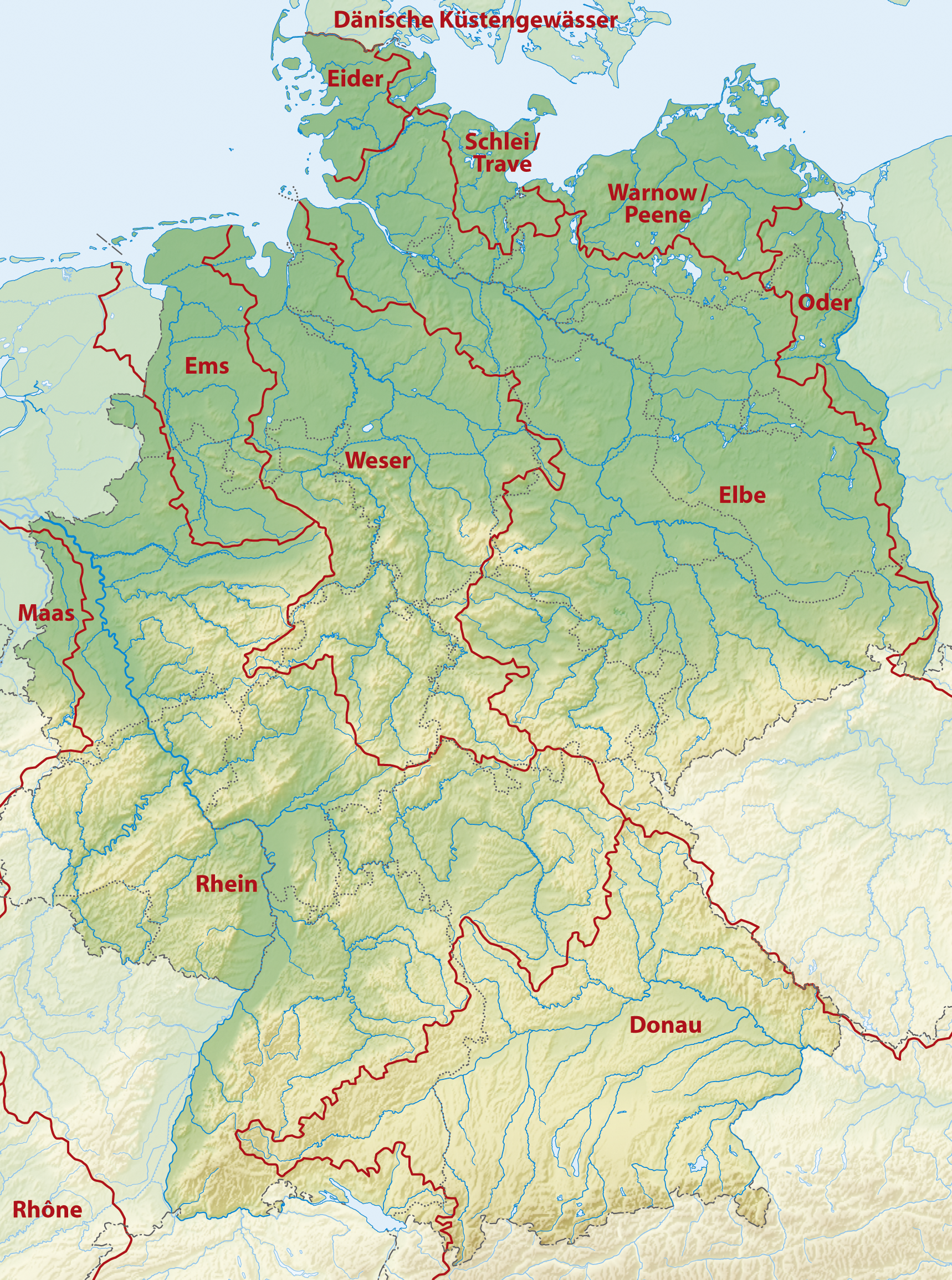
Die Flussgebiete von Rhein, Weser und Ems